# QBU-88
O QBU-88 (em mandarim:八十八式狙击步枪 lit:Rifle de Precisão 88)é um rifle de atirador designado, do tipo bullpup, desenvolvido pela Norinco para o Exército Popular de Libertação.

## História
Durante a Guerra Sino-Vietnamita de 1979, a China capturou amostras do fuzil de atirador designado Dragunov de projeto soviético, que copiou como Type 79. Devido a técnicas de armeiro imaturas, seu percussor pode quebrar devido a problemas de metalurgia e ao copiar a mira PSO-1 4x tornou-o incapaz de lidar com o recuo do disparo de seus tiros. Esses problemas foram resolvidos no Type 85 atualizado, mas o Exército de Libertação Popular ainda usava cartuchos padrão em vez de cartuchos de precisão especializados, resultando em menor precisão. Essas deficiências levaram ao desenvolvimento de um novo fuzil de atirador designado quando a China iniciou o desenvolvimento de um novo cartucho para metralhadoras no início da década de 1990.
O rifle QBU-88 (também às vezes chamado de rifle Type 88) foi a primeira arma da última geração de armas leves chinesas, com câmara para munição própria 5,8×42mm DBP87. Adotado em 1997, o QBU-88 é, no sentido moderno, não é um verdadeiro fuzil de precisão - é mais um fuzil de atirador designado, destinado a tiros semiautomáticos direcionados em distâncias além das capacidades dos fuzis de assalto de infantaria padrão. O rifle é destinado a uso militar, por isso é equipado com mira de ferro ajustável por padrão e geralmente é equipado com miras telescópicas ou de visão noturna.
O fuzil QBU-88 é otimizado para um carregamento pesado especial de cartucho 5,8×42mm com uma bala mais longa e aerodinâmica com núcleo de aço. Ele também pode disparar munição padrão destinada aos fuzis de assalto QBZ-95.  Atualmente, o fuzil QBU-88 está em serviço no Exército de Libertação Popular e nas forças policiais chinesas.

## Detalhes de desenho
O fuzil QBU-88 é um fuzil semiautomático operado a gás. Ele utiliza um pistão a gás de curso curto, localizado acima do cano, e um ferrolho rotativo de três ressaltos. A ação é montada no receptáculo de aço compacto e encerrada em um alojador de polímero tipo bullpup. Para aumentar a precisão, a ação é acoplada a um cano forjado a martelo com 640 mm de comprimento. A trava de segurança está localizada na parte inferior do receptáculo, logo atrás da abertura do carregador. O fuzil QBU-88 está equipado com miras abertas ajustáveis do tipo dioptria, montadas em postes dobráveis. Ele também possui um trilho em cauda de andorinha curto próprio no receptáculo que pode aceitar montagem de mira telescópica ou noturna. A alavanca de manejo recíproca está localizada no lado direito do receptáculo. Depois que o último tiro é disparado, o ferrolho é retido em uma trava que é liberada puxando a alavanca de manejo para trás.
O rifle é destinado a ser usado principalmente com mira óptica. A mira óptica normalmente usada durante as operações militares diurnas no QBU-88 é uma mira telescópica chinesa de 3-9×40mm com suporte integral de liberação rápida. Em 2008, uma nova mira telescópica de 6-24 × 44mm foi disponibilizada para a luta contra o terrorismo e outros usos da lei.
A estriamento do cano do QBU-88 se difere do fuzil de assalto padrão QBZ-95. Enquanto o QBZ-95 tem um torque de 244 mm para estabilizar uma bala DBP-87 padrão de 64 grãos, o QBU-88 tem um giro mais rápido de 206 mm para estabilizar uma bala de atirador pesado de 70 grãos, similar à metralhadora leve QJY-88, que tem um estriamento progressivo com uma taxa de torção final de 206 mm. O QBU-88 tem um quebra-chamas na boca do cano para reduzir o reflexo na boca, também tem um bipé de desmontagem rápida que é preso ao cano quando necessário.

## Variantes
Existe uma versão de exportação chamada KBU-97a que é produzida e comercializada para as forças de segurança de países estrangeiros. Esta versão utiliza munição 5,56×45mm NATO embora, em vez dos carregadores STANAG, seja utilizada uma versão modificada do carregador do QBU-88 comum para alimentar os cartuchos, e os carregadores STANAG não funcionam a menos que sejam modificados.